# Стёрджес, Джок
Джок Стёрджес (англ. Jock Sturges; 1947 год, Нью-Йорк, США) — американский фотограф, мастер детских и подростковых снимков. Часто его работы были выполнены на нудистских пляжах Калифорнии, Франции или Ирландии.

## Биография
Родился в 1947 году в Нью-Йорке, но в течение многих лет работал в Сан-Франциско. Сейчас живёт в Сиэтле, штат Вашингтон.
После окончания начальной школы отправился на службу в армию США. Служил в Японии. Стал главным фотографом военной базы. Демобилизовался в 1970 году.
Поступил в колледж Мальборо в штате Вермонт, где изучал педагогическую психологию. После окончания колледжа преподавал фотографию в различных учебных заведениях, работал фотографом, занимался съёмками портретов, моды и рекламы. В течение года работал под руководством известного мастера фотопечати Ричарда Бенсона. В 1978 году переезжает в штат Калифорнию. В 1985 году получает степень магистра искусств в Сан-Францисском Институте Искусств. Продолжает напряжённо работать, дабы иметь возможность фотографировать в летние месяцы на нудистских пляжах Калифорнии, атлантического побережья Франции или западного побережья Ирландии.
Преимущественно в его поле зрения попадают девочки в период полового созревания, что привлекло внимание правоохранительных органов.
25 апреля 1990 года в студию Джока Стёрджеса в Сан-Франциско ворвались сотрудники полиции вместе с агентами ФБР. Были конфискованы компьютер, фотоаппараты, негативы, готовые снимки и т. д. Разбирательство длилось более года. Художественное сообщество США и Европы выступило в защиту фотографа, эта поддержка послужила одной из причин того, что Совет по соблюдению законности принял решение о неправомерности действий полиции и ФБР; суд Сан-Франциско не предъявил Джоку Стёрджесу никаких обвинений.
Популярность Джока Стёрджеса после этого возросла. С тех пор он издал более 10 персональных альбомов, организовал немало персональных и принял участие в не меньшем количестве групповых выставок, его работы стали охотно покупать.
Во второй половине 1990-х годов против фотографа выступили протестантские общины США. Их активисты пикетировали магазины книг, требуя уничтожения фотоальбомов Джока Стёрджеса, Дэвида Гамильтона и др. Пуритане также неоднократно обращались в суд. В частности, в конце 1990-х годов в штате Алабама им удалось запретить фотографии Джока Стёрджеса как «фотографии лиц моложе 17 лет, которые осуществляют неприличные действия». Сам фотограф относился к этому сдержанно:

Очень трудно добиться известности, занимаясь исключительно художественной фотографией. Теперь я достиг этого, но меня навсегда лишили возможности узнать, популярны ли мои произведения исключительно благодаря своим художественным достоинствам, или это результат возникающих вокруг них скандалов. Я чувствую, как будто меня обворовали, и я никогда не смогу вернуть украденное. Некоторые критики обвинили меня в том, что я пытаюсь извлечь выгоду из сложившейся ситуации, но забыли упомянуть, что ситуация сложилась вовсе не по моей вине.

## Выставка в России
Первая в России выставка художника, «Джок Стёрджес. Без смущения» («ABSENCE OF SHAME») была открыта 7 сентября 2016 года в московском Центре фотографии имени братьев Люмьер. Планировалось, что она продлится до 30 октября.
24 сентября сенатор Елена Мизулина обвинила организаторов в «публичной демонстрации детской порнографии». Наличие фотографий несовершеннолетних моделей на данной выставке опровергалось организаторами; по их данным, обнажёнными на фотографиях были лишь совершеннолетние модели, также для посетителей было установлено возрастное ограничение «18+».
25 сентября 2016 года член Общественной палаты Антон Цветков вместе с членами своей организации «Офицеры России» провёл «проверку» Центра фотографии имени братьев Люмьер, фактически заблокировав вход на выставку. Цветков, в частности, заявил, что она оскорбляет достаточно большое количество жертв педофилии, проживающих в стране. 25 сентября выставка работ Стёрджеса была досрочно закрыта организаторами. 27 сентября Цветков отказался от своих претензий и заявил о введении в заблуждение со стороны блогера Елены Миро, призвав правоохранительные органы проверить её блог.
По мнению старшего научного сотрудника Института теории и истории искусства Российской академии художеств Ирины Чмырёвой, те, кто видит в фотографиях Д. Стёрджеса сексуальную призывность, насыщают его изображения своим опытом и своим видением, тогда как фотографии Д. Стёрджеса содержат лишь образы хрупкой и беззащитной красоты.
Работы Стёрджеса, выставленные в Москве, были подвергнуты экспертизе. Исследование проводила сотрудница Центра криминалистических экспертиз Олеся Аксенюк, которая ранее признала порнографическим видеоролик, за репост которого осудили воспитательницу Евгению Чудновец. Экспертиза не выявила порнографии в работах Стёрджеса.

## Издания
- The Last Day of Summer (1991, Aperture, NY) ISBN 0-89381-538-1
- Radiant Identities (1994, Aperture, NY)
- Evolution of Grace (1994, Gakken, Tokyo)
- Jock Sturges (1996, Scalo, Zürich)
- Jock Sturges: New Work, 1996—2000 (2000, Scalo, Zürich)
- Jock Sturges: Twenty-Five Years (2004, Paul Cava Fine Art, Bala Cynwyd, PA)
- Jock Sturges: Notes (2004, Aperture, NY)
- Misty Dawn Portrait of a Muse (2008, Aperture, NY)
- Jock Sturges Life Time (2008 Steidl)
- Montage (Graham Webb International)
- Standing on Water (1991, Catalogue of Portfolio published by Paul Cava Fine Art, Philadelphia)
- Jock Sturges Color (Catalogue of Portfolio published by Ataraxia, Bensalem)
- Line of Beauty and Grace (2007 Amadelio Films) Documentary

Ограниченным тиражом и оригиналы фотографий:
- Standing On Water (Paul Cava Fine Art, 1991)
- Jock Sturges: Twenty-Five Years (Paul Cava Fine Art, 2004)
- Jock Sturges Platinum (Russell Levin Gallery Monterey California 2007)

Его фотографии были использованы для оформления обложек трёх романов американской писательницы Дженифер Макмахон: «Обещание не говорить», «Остров потерянных девушек» и «Раздетый».

## Публичные коллекции
1. The Museum of Modern Art (MOMA), New York, NY
2. The Metropolitan Museum of Art, New York, NY
3. The Frankfurt Museum of Modern Art, Frankfurt, Germany
4. The San Jose Museum of Art
5. The Museum of Contemporary Photography, Chicago, IL
6. The New Orleans Museum of Art, New Orleans, LA
7. Harvard Art Museums, Cambridge, MA
8. The Portland Museum of Art, Portland, OR
9. The Los Angeles County Museum of Art (LACMA), LA, CA
10. The International Center of Photography (ICP), New York, NY

## В культуре
О жизни и творчестве Джока Стёрджеса был снят фильм «Линия красоты и грации: Джок Стерджес». Его премьера состоялась в 2008 году в Германии.
В России премьера фильма состоялась в 2016 году в Екатеринбурге в центре «Март».